# Vampiros em Dallas
Living Dead in Dallas (Brasil: Vampiros em Dallas ) é o segundo livro que dá seqüência As Crônicas de Sookie, nele os vampiros já tem uma forma de sobreviver sem precisar de sangue humano. Graças a um sangue sintético produzido por japoneses.  Ainda tentando se adaptar a sociedade atual, os vampiros encontram resistência de humanos que não aceitam. Sookie, uma humana capaz de ler pensamentos, é namorada de um vampiro.

## Enredo
Sookie após um acordo com os vampiros, é obrigada a realizar pequenos serviços de acordo com seu dom. Quem solicitou, foram os Vampiros de Dallas, que vem enfrentando sérios problemas com a resistência humana da Irmandade.  Além disso, um amigo muito próximo de Sookie foi assassinado e ela precisará descobrir quem foi o autor do crime.

## Personagens

### Personagens principais
- Sookie Stackhouse: Uma garçonete telepata que se envolve com o vampiro Bill Compton.
- Bill Compton: Vampiro veterano da Guerra Civil, se envolve com Sookie, e se vê como suspeito na investigação dos assassinatos.
- Sam Merlotte: Transmorfo e dono do bar Merlotte's, é chefe de Sookie.

### Personagens secundários
- Jason Stackhouse: Humano e irmão de Sookie. Viciado em sexo, é o principal suspeito na investigação dos assassinatos.
- Arlene Fowler: Humana e garçonete no Merlotte's, foi casada quatro vezes. É noiva de Rene.
- Andy Bellefleur: Humano e detetive.
- Eric Northman: Vampiro xerife da Área 5, é dono do Fangtasia.
- Pam Ravenscroft: Vampira e co-proprietaria do Fangtasia.